# Captieux
 Captieux  (en occitano Capsius) es una población y comuna francesa, situada en la región de Aquitania, departamento de Gironda, en el distrito de Langon y cantón de Captieux.

## Demografía
| 1934 | 1646 | 1669 | 1742 | 1707 | 1503 |
| Para los censos de 1962 a 1999 la población legal corresponde a la población sin duplicidades (Fuente: INSEE [Consultar]) |      |      |      |      |      |